# 裴ジュウ
裴 茙（はい じゅう、生年不詳 - 762年）は、唐代の軍人。本貫は蒲州解県。

## 経歴
裴裔（裴務の子で、裴行方の子の裴履昭の孫）の子として生まれた。門蔭により任用され、京兆府司録参軍に累進した。乾元2年（759年）、来瑱が陝州に駐屯すると、裴茙は判官として召し出された。上元元年（760年）、来瑱が襄州に移駐すると、裴茙はその下で行軍司馬をつとめ、来瑱に厚遇された。上元3年（762年）、来瑱が淮西節度使の王仲昇を救援しなかったことを密奏した。裴茙は来瑱に代わって襄州刺史に任じられ、御史中丞を兼ね、襄鄧等七州防禦使をつとめることとなった。裴茙はもともと穀城に駐屯していたが、密命を受けて、麾下2000人を率いて襄州に赴いた。ときに来瑱は旧任を守ったまま、備えを設けて江津で待ち受けていた。裴茙は交代を申し出たが、来瑱が聞き入れなかったため、来瑱の軍に弓を射かけて交戦することになった。裴茙は大敗し、兵士の死傷は多数に及んだ。裴茙は穀城の旧営に逃げ帰り、来瑱の追撃を受けて捕らえられた。宝応元年（同年）7月、罪に問われて費州に配流されることとなった。その道中に藍田駅で自殺を命じられた。

## 伝記資料
- 『旧唐書』巻114 列伝第64
- 『新唐書』巻144 列伝第69